# 布勒尼什卡鄉
45°55′N 22°47′E / 45.917°N 22.783°E
布勒尼什卡鄉（羅馬尼亞語：Comuna Brănișca, Hunedoara），是羅馬尼亞的鄉份，位於該國西部，由胡內多阿拉縣負責管轄，面積78平方公里，海拔高度183米，2007年人口1,754，人口密度每平方公里22人。